# Майорка (Алтайский край)
Майорка — село в Чарышском районе Алтайского края. До 4 марта 2022 года входило в состав сельского поселения Берёзовский сельсовет.

## История
Основано в 1905 г. В 1928 году состояло из 69 хозяйств, основное население — русские. В административном отношении входило в состав Кедровского сельсовета Бащелакского района Бийского округа Сибирского края.

## Население
| 1926 | 1997 | 1998 | 1999 | 2000 | 2001 |
| ---- | ---- | ---- | ---- | ---- | ---- |
| 331  | ↘227 | ↘220 | ↘219 | ↗226 | ↘218 |
| 2002 | 2003 | 2004 | 2005 | 2006 | 2007 |
| ↘200 | ↘197 | ↘177 | ↘173 | ↗174 | →174 |
| 2008 | 2009 | 2010 | 2011 | 2012 | 2013 |
| ↘170 | ↘164 | ↘163 | ↘162 | ↘156 | ↗161 |

Национальный состав
Согласно результатам переписи 2002 года, в национальной структуре населения русские составляли 87 %.